# 須藤靖明
須藤 靖明（すどう やすあき、1943年10月14日 - 2018年7月15日）は、日本の火山学者。東京都出身。京都大学大学院を修了し、同大学の助教授を務めた。阿蘇山について長年研究したことで知られる。2007年に退官後は阿蘇火山博物館の学術顧問を務めた。

## 書籍
- 2014年「原発と火山: 地球科学からの警告」ISBN 9784434190858
- 2007年「阿蘇に学ぶ」ISBN 9784434107597